# Schiffchen (Uniform)

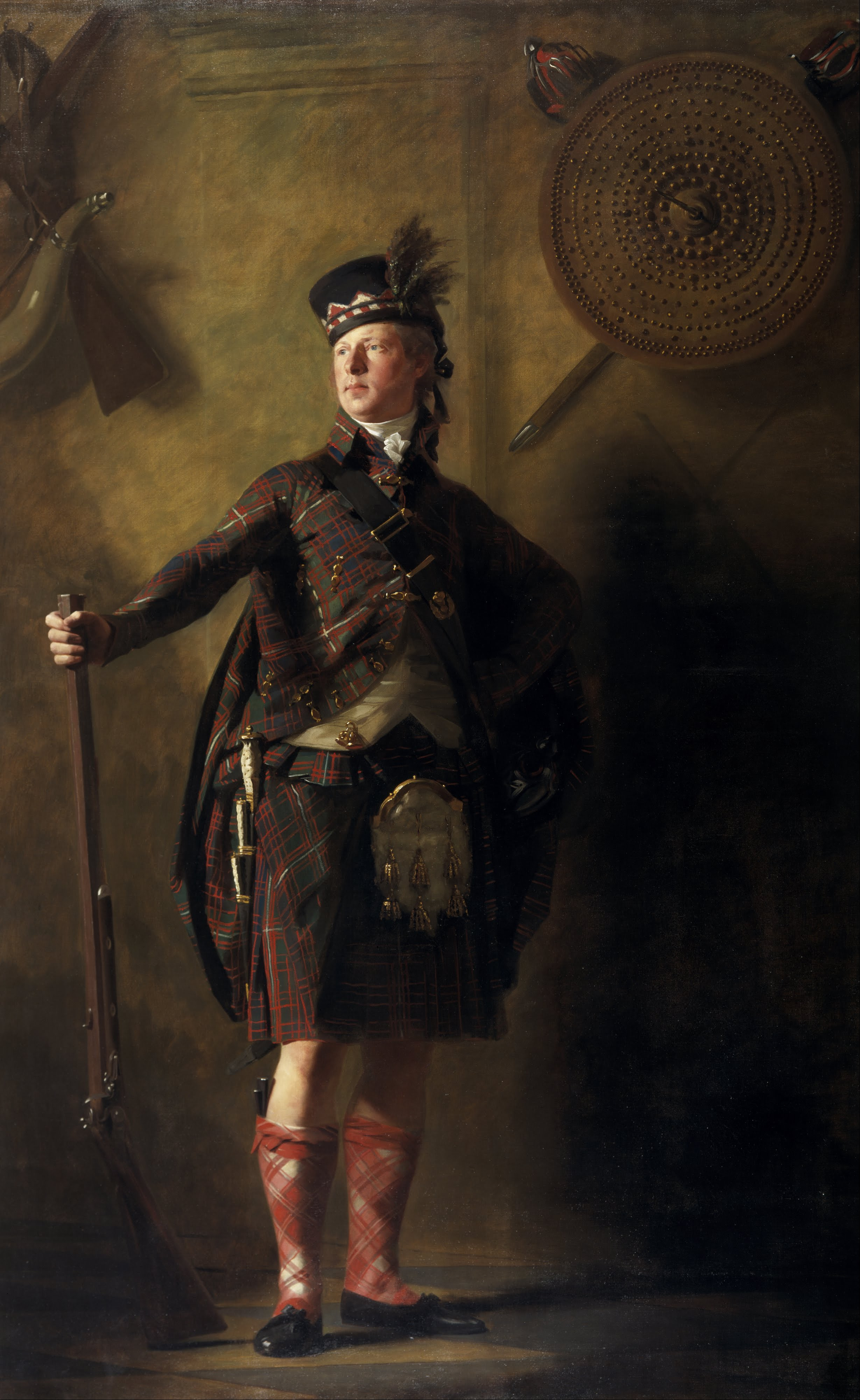
Alexander Ranaldson MacDonell of Glengarry, der nicht bestätigte „Erfinder“ des Schiffchens, im Jahre 1812 (Porträt von Henry Raeburn)

Das Schiffchen ist eine aus der schottischen Militärtradition stammende Kopfbedeckung, die sich über ihren internationalen militärischen Gebrauch hinaus bei verschiedenen Berufsgruppen und Organisationen verbreitet hat und teilweise bis heute großer Beliebtheit erfreut. In Schottland ist dieser Mützentyp unter der Bezeichnung Glengarry bonnet bzw. Glengarry bekannt. Der in Deutschland geprägte Name Schiffchen leitet sich von seiner bootsförmigen Form ab.

## Beschreibung

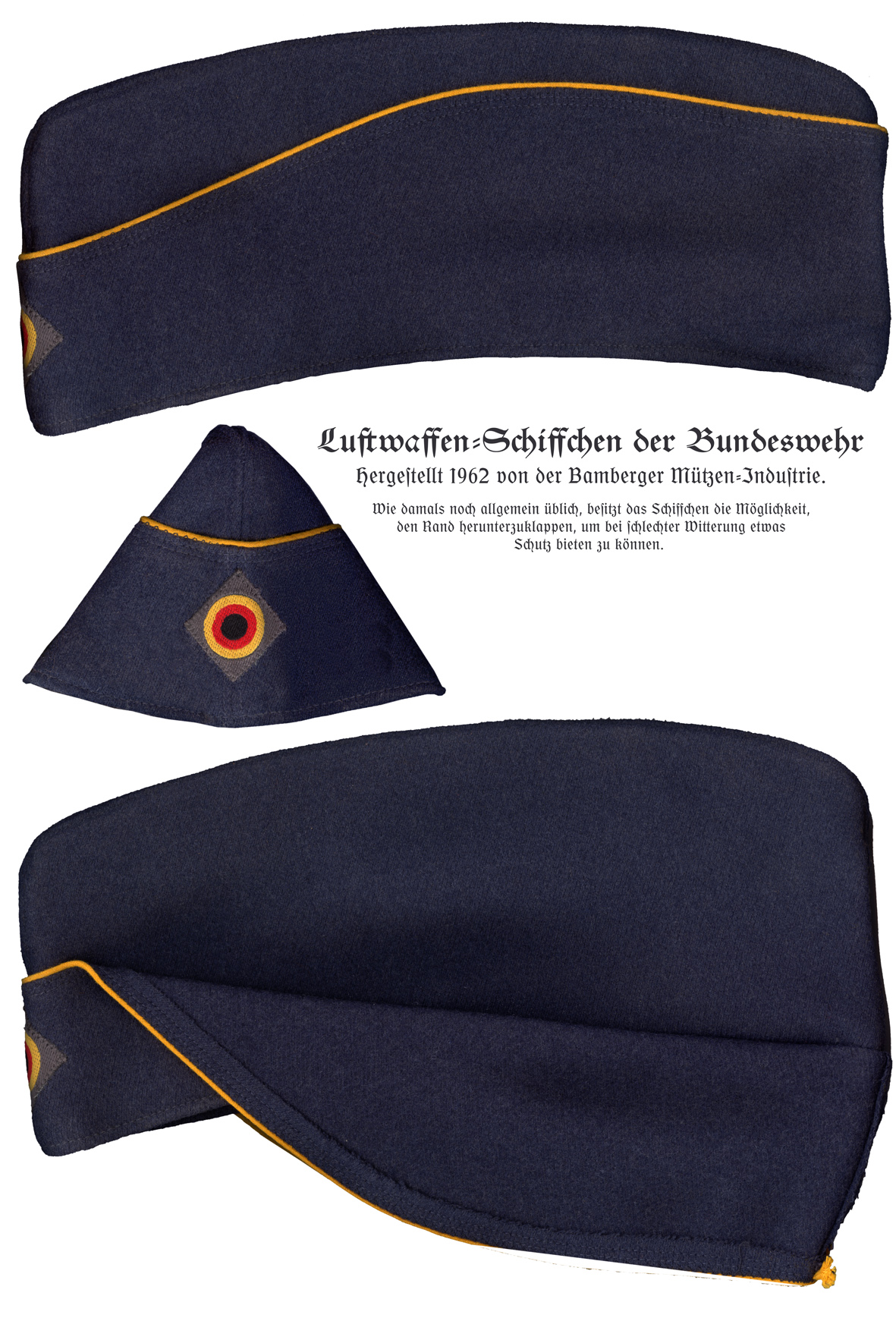
Dunkelblaues Schiffchen der deutschen Luftwaffe von 1962

Geschichtlich erstmals greifbar wurde das Schiffchen 1794 als eigenständiges Erkennungszeichen des schottischen Hochlandregiments Glengarry Fencibles eingeführt. Über seine Ursprünge kann nur spekuliert werden. Als 1868 das Glengarry zur allgemeinen Dienst- und Ausgangsmütze bei den meisten Einheiten der britischen Armee wurde, erhielt es die Optik, welche bis heute die international gebräuchlichen militärischen und zivilen Schiffchen prägt.
Der Mützentyp kann aus Filztuch, Kammgarn- und Zeltstoffen sowie aus Drillich oder Moleskin bestehen. Zivile Ausführungen sind häufig vollständig aus Pelz gefertigt. In Form einer Wegwerfmütze kann sie auch aus Papier hergestellt sein. Allen Modellen gleich ist die typische umgedrehte Bootsform. Im nicht aufgesetzten Zustand ist die Mütze extrem flach und nimmt fast keinen Stauraum ein. Mit Einführung des britischen Mützenmodells besitzen sehr viele Schiffchen einen vollständig um den Mützenkörper laufenden weichen, herunterklappbaren Nacken- und Ohrenschutz. Dieser Schutz ist so breit ausgelegt, dass er die Ohren vollständig und zumindest Teile des Nackens abdecken soll. Im Bereich des Gesichtsfeldes verjüngt sich der Schutz, da er hier im heruntergeklappten Zustand nur die Stirn bedecken muss.
Militärisch genutzte Schiffchen besitzen immer mindestens ein Abzeichen aus Metall, Email oder Stoff. Diese Abzeichen werden entweder seitlich oder frontal auf dem Mützenkörper befestigt.
Nach dem Zweiten Weltkrieg entstand eine besonders billige und stoffsparende militärische Mützenvariante, die sich bis heute hauptsächlich für Versionen aus Zeltstoff oder Drillich sehr weit verbreitete. Bei dieser fehlt der Schutz und wird, wenn überhaupt, lediglich durch eine Ziernaht angedeutet. Im Gegensatz zu anderen militärisch genutzten Mützen wird das Schiffchen traditionell nicht in Tarnstoffen ausgegeben.
Die Tragweise des Schiffchens unterlag in den zwei Jahrhunderten des bisherigen Gebrauchs verschiedenen Moden und Vorschriften.

### Schottland und Großbritannien

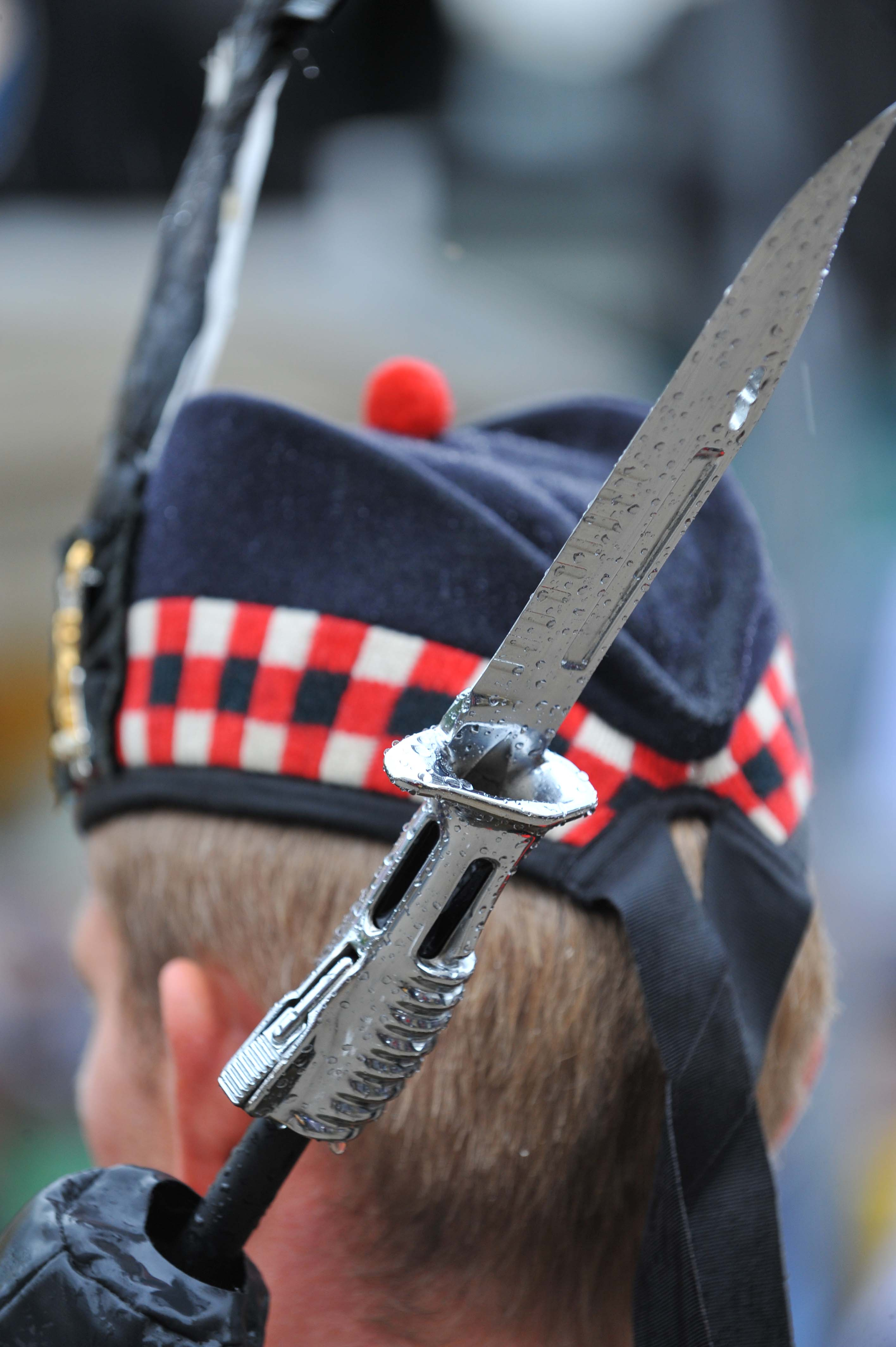
Glengarry eines Soldaten des Royal Regiment of Scotland

Das Glengarry ist ein traditionelles schottisches Schiffchen aus dickem Wollstoff. Die Bezeichnung leitet sich von dem Clannamen des Alasdair Ranaldson MacDonell of Glengarry (1771–1828) ab. Dieser war Oberst und hatte das Schiffchen 1794 als Teil des von ihm gegründeten schottischen Hochlandregiments Glengarry Fencibles eingeführt. Es ist bisher unbestätigt, ob MacDonell of Glengarry der Erfinder des Schiffchen ist oder ob es in seinem Umfeld entwickelt wurde. Festzustellen ist jedoch, dass es keinen Hinweis auf eine frühere Existenz dieses Mützenmodells gibt. 
Das Glengarry wurde von Oberstleutnant Lauderdale Maule, als kommandierender Offizier des 79. Regiments in der britischen Armee eingeführt und wurde in den sechziger Jahren des 19. Jahrhunderts bei den meisten schottischen Infanterieregimentern zur Kopfbedeckung. In den 1870er Jahren wurde es von allen Lowland- und vielen englischen und walisischen Linienregimentern übernommen. Anhand verschiedenfarbiger Tartanbänder, welche als breiter Rand den unteren Teil des Schiffchens einnehmen, bzw. durch das Fehlen dieser Bänder kann man die Einheiten identifizieren. Zudem ist vorne an der rechten Seite ein metallenes Regimentsabzeichen auf einer Kokarde angebracht. Im hinteren Bereich des Glengarries befinden sich zwei längere einfarbige Stoffbänder, die bis zum Nacken reichen.
Früher gehörte das Glengarry in seiner traditionellen Form zur Kopfbedeckung vieler schottischer Hochlandregimenter, heute wird es vom Royal Regiment of Scotland zur Paradeuniform getragen. Das Glengarry wird auch häufig von Zivilisten getragen, insbesondere als Bestandteil der Uniform von Pipe Bands. Es kann aber auch als Kopfbedeckung zum Highland Casual Dress getragen werden.
1868 wurde eine modifizierte Form des Glengarry zur allgemeinen Dienst- und Ausgangsmütze bei den meisten Einheiten der britischen Armee und erhielt die Optik, welche bis heute die international gebräuchlichen militärischen und zivilen Schiffchen prägt. 1902, nach dem Ende des Burenkrieges, schaffte man das Schiffchen bei der britischen Armee wieder ab und führte 1905 eine steife khakifarbene Schirmmütze für Dienst und Ausgang ein.
1937 wurde ein khakifarbenes Schiffchen als allgemeine Dienstmütze in der britischen Armee wieder eingeführt. Die Royal Air Force erhielt damals eine blaugraue Ausführung. Beginnend während des II. Weltkriegs wurde aber das Schiffchen mehr und mehr durch das Barett ersetzt.

### Vereinigte Staaten von Amerika

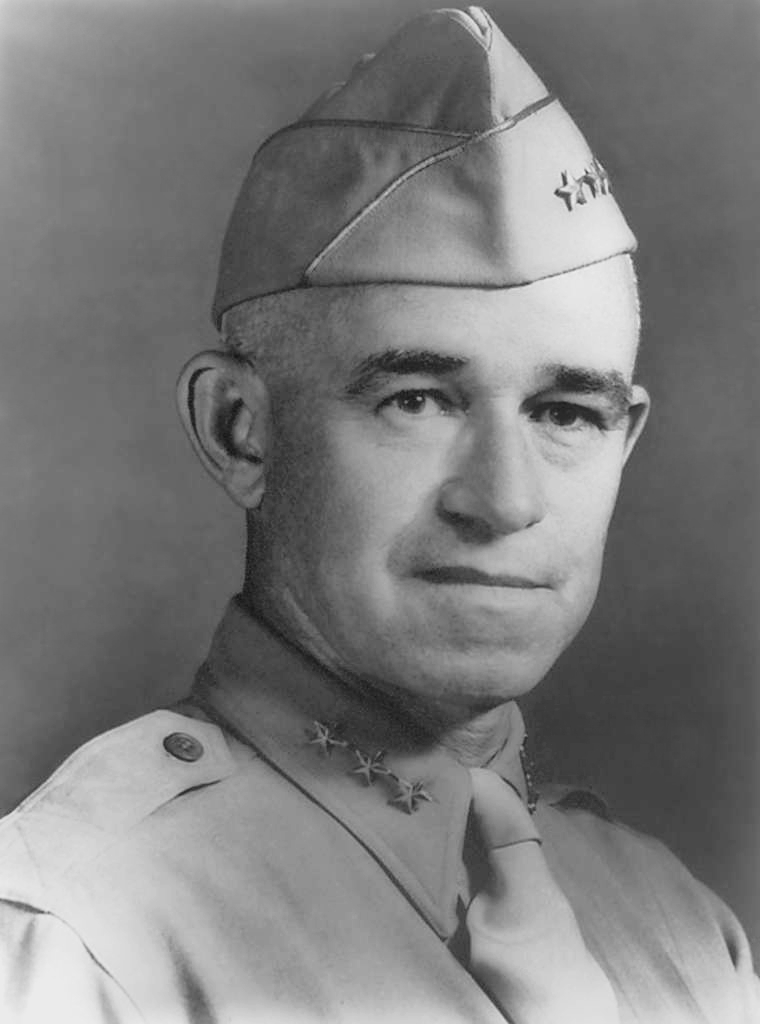
General Omar N. Bradley mit einem Schiffchen während des Zweiten Weltkriegs

1918, während des Ersten Weltkriegs, wurde beim Expeditionskorps der US-Army bei den Heeressoldaten und Marineinfanteristen das Oversea Cap (Überseemütze) eingeführt. Dieses Wollschiffchen wurde nur im Heeresfarbton dunkeloliv ausgeliefert. Es gab keine spezielle Farbausführung für die Marineinfanterie, welche damals forstgrüne Stoffe trugen. Wie bei den schottischen Schiffchen wurde das Abzeichen der Marineinfanteristen (USMC) rechts vorne befestigt. Dieses Metallabzeichen stammte vom steifen Filzhut der Streitkräfte und zeigte den Weißkopfadler auf Globus und Anker.
Nach dem Ersten Weltkrieg, 1919, stellte der US-Kongress eine einflussreiche patriotische und politische Veteranenorganisation auf, die Amerikanische Legion. Diese wurde mit blauen Oversea Caps ausgestattet.
Auch während des Zweiten Weltkriegs gehörte das Schiffchen, jetzt aus khakifarbenem Stoff gefertigt, zur Dienst- und Ausgehuniform der US-amerikanischen Armee.

### Sowjetunion/Russland

#### Rote Armee/Sowjetarmee

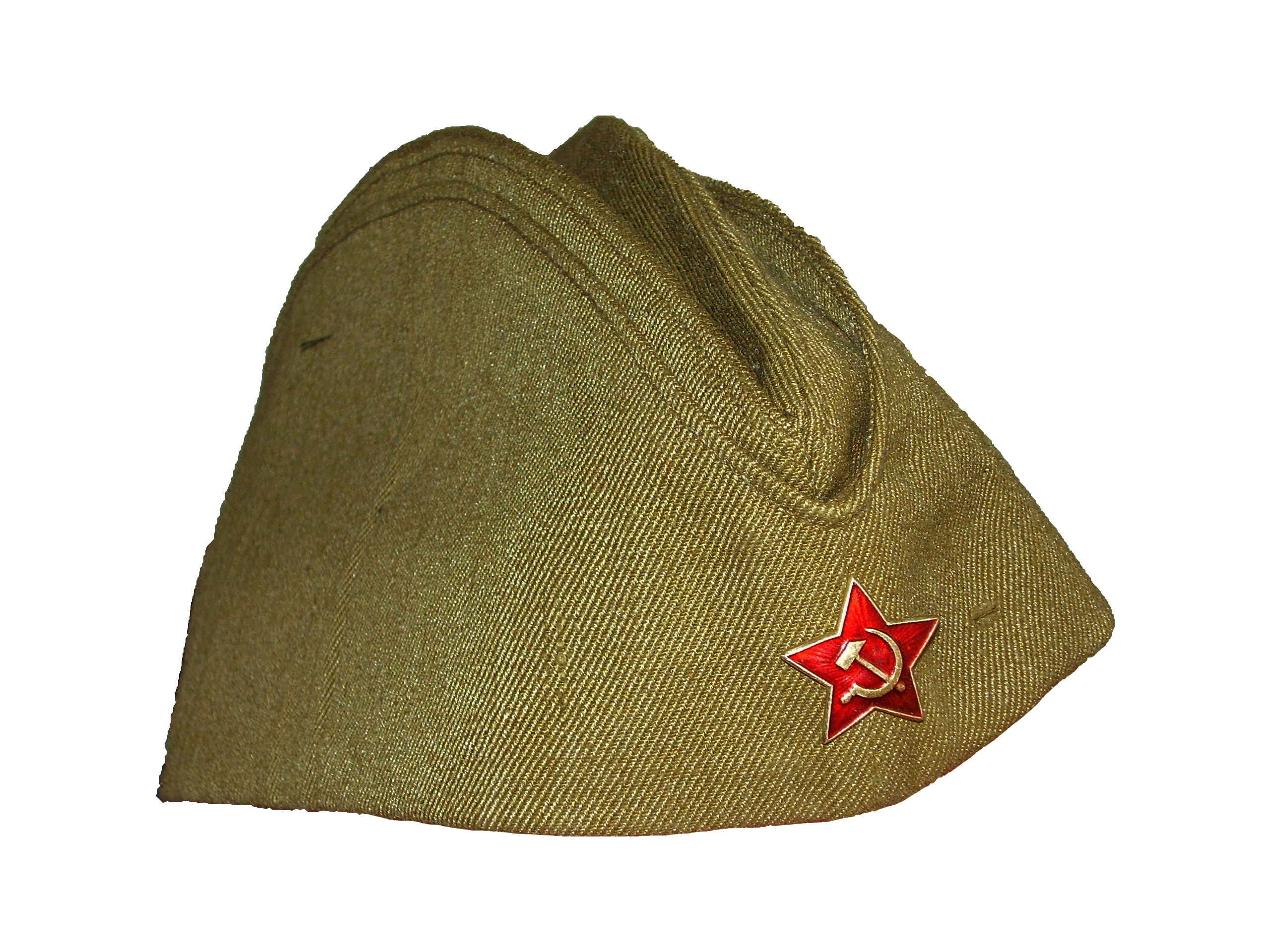
Die Pilotka der Roten Armee

Mit der Pilotka, dem khakifarbenen Schiffchen M1935, wurde diese Kopfbedeckung auch in der Roten Armee als allgemeine Dienstmütze bei gemäßigten Temperaturen eingeführt. Für den Winterdienst stand zu diesem Zeitpunkt noch die aus der Russischen Revolution stammende spitze Budjonowka-Mütze zur Verfügung, bis diese 1940 gegen die heute international verbreitete Pelzmütze Schapka-Uschanka ersetzt wurde. Mannschaften und Unteroffiziere trugen auf der Stirnseite des Schiffchens einen emaillierten roten Stern. Während des Zweiten Weltkriegs setzte sich aus Tarn- und Kostengründen auch eine khakigestrichene Metallvariante des Sterns durch.

### Deutschland

#### Vorformen und Wehrmacht
Erstmals taucht das Schiffchen im deutschsprachigen Raum Mitte des 19. Jahrhunderts als Kopfbedeckung für Musiker der königlich-hannoverschen Armee (bis zu deren Auflösung 1866) auf, die durch die großbritannisch-hannoversche Personalunion (1714–1837) direkte Verbindungen zur dortigen Uniformtradition hatte.
Mit der Feldmütze M35 wurde 1935 das Schiffchen in der deutschen Armee einheitlich eingeführt. Als Versuchs-Feldmütze 1929 hatte es in der Reichswehr eine umfangreich getestete, sehr ähnliche Vorform gegeben, die aber trotz positiver Aufnahme durch die Truppe nicht allgemein eingeführt wurde. Mit dem Schiffchen folgte Deutschland einer internationalen Uniformmode. Von Schottland ausgehend hatte sich dieser Mützentyp ab 1918 weltweit sehr schnell verbreitet. Damals war es mit der US-Armee die erste ausländische Armee gewesen, die sich des Schiffchens bedient hatte.
Das Nachfolgermodell, die Feldmütze M38, wurde zunächst von der Wehrmacht und im Oktober 1940 als Feldmütze neuer Art (Feldmütze M40) bei der Waffen-SS eingeführt und besaß eine umlaufende Schutzklappe, welche bei entsprechender Witterung heruntergezogen werden konnten. Im vorderen Bereich der dort abschwingend gestalteten Mützenklappe sowie am Deckelrand befand sich bei der Offiziersversion eine silberfarbene Biese. Auf der Klappe über der Stirn war ein Soutachewinkel aufgenäht, welcher die Waffenfarbe zeigte. Zusätzlich befand sich in dem Winkel eine metallene oder gestickte Kokarde in den Reichsfarben schwarz-weiß-rot. Bei der Waffen-SS war statt der Kokarde ein Totenkopf mit gekreuzten Knochen zu sehen. Über dem Winkel und über der Klappe war der gewebte Hoheitssadler aufgenäht. Im vorderen Drittel der Mütze befand sich über der Klappe zudem ein mit Metall beringtes Lüftungsloch.
Noch etwas später als die Waffen-SS stattete man die Panzertruppe mit schwarzen Schiffchen aus.
Am 21. Juli 1942 wurde die Feldmütze M42 eingeführt, welche der Feldmütze M38 sehr ähnlich war. Statt des Soutachewinkels waren nun zwei Metallknöpfe untereinander angenäht.
1943 wurde bei allen Heeresteilen sowie der Waffen-SS das Schiffchen abgeschafft und ab September durch die Einheitsfeldmütze M43 ersetzt, welche ihren Ursprung in der Bergmütze hatte. Aufgrund der Kriegsbedingungen wurde jedoch vielfach das Schiffchen bis Kriegsende weitergetragen.
Das Schiffchen war während des Zweiten Weltkriegs auch bei der Luftwaffe und der Kriegsmarine in Gebrauch.

#### Nationale Volksarmee (DDR)
Bei der Nationalen Volksarmee (NVA) wurden bis zu ihrer Auflösung 1990 von den Land- und Luftstreitkräften steingraue Schiffchen zur Dienst- und zur Felddienstuniform getragen.
Zur Stabsdienst- und Ausgangsuniform wurde grundsätzlich die Schirmmütze und kein Schiffchen getragen.
Bei der Volksmarine war das dunkelblaue Schiffchen (Bordkäppi) zum Bord-, Dienst- und Kampfanzug in Gebrauch.

#### Bundeswehr

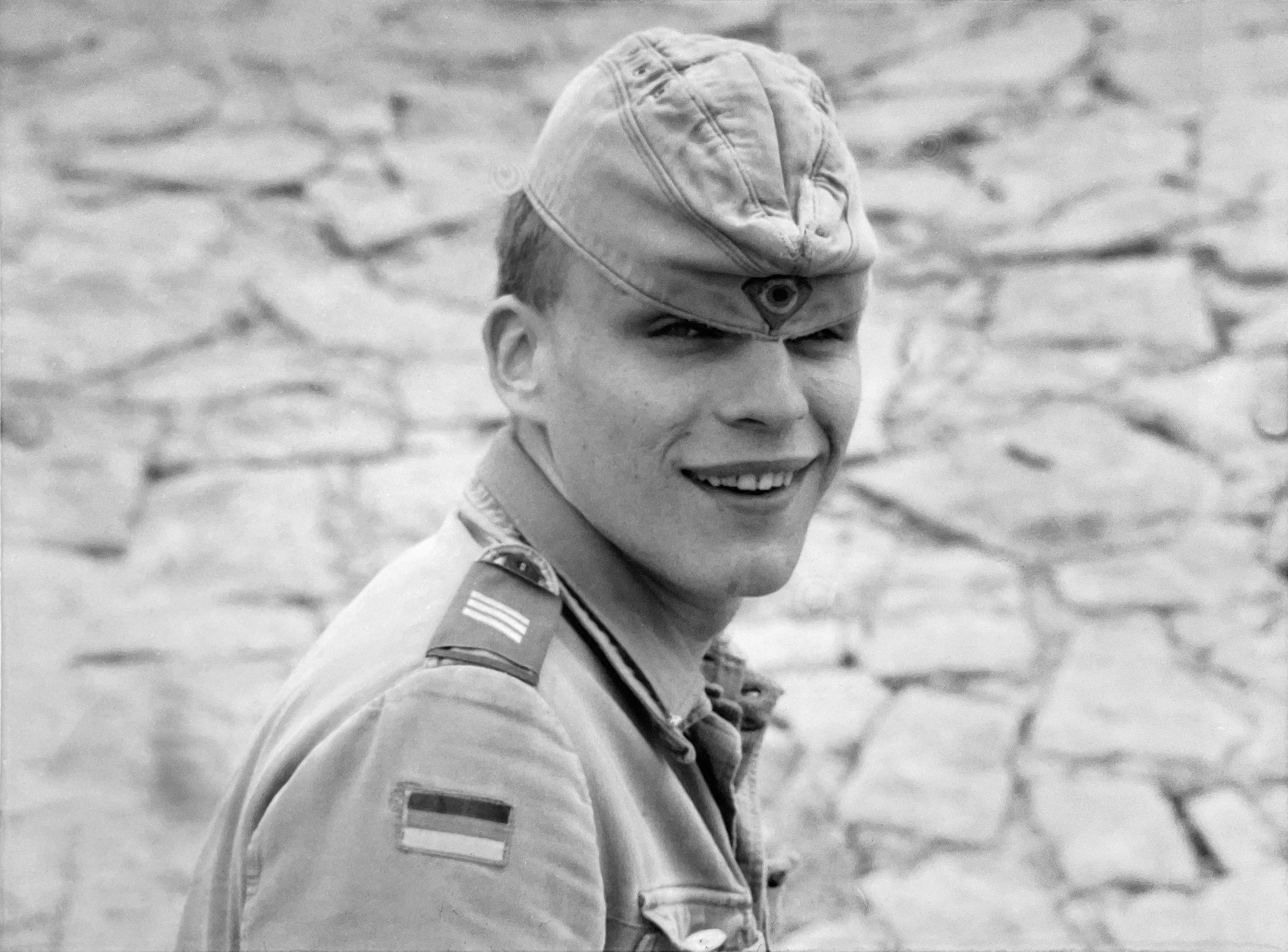
Bundeswehrsoldat mit Schiffchen zum Feldanzug (1984)

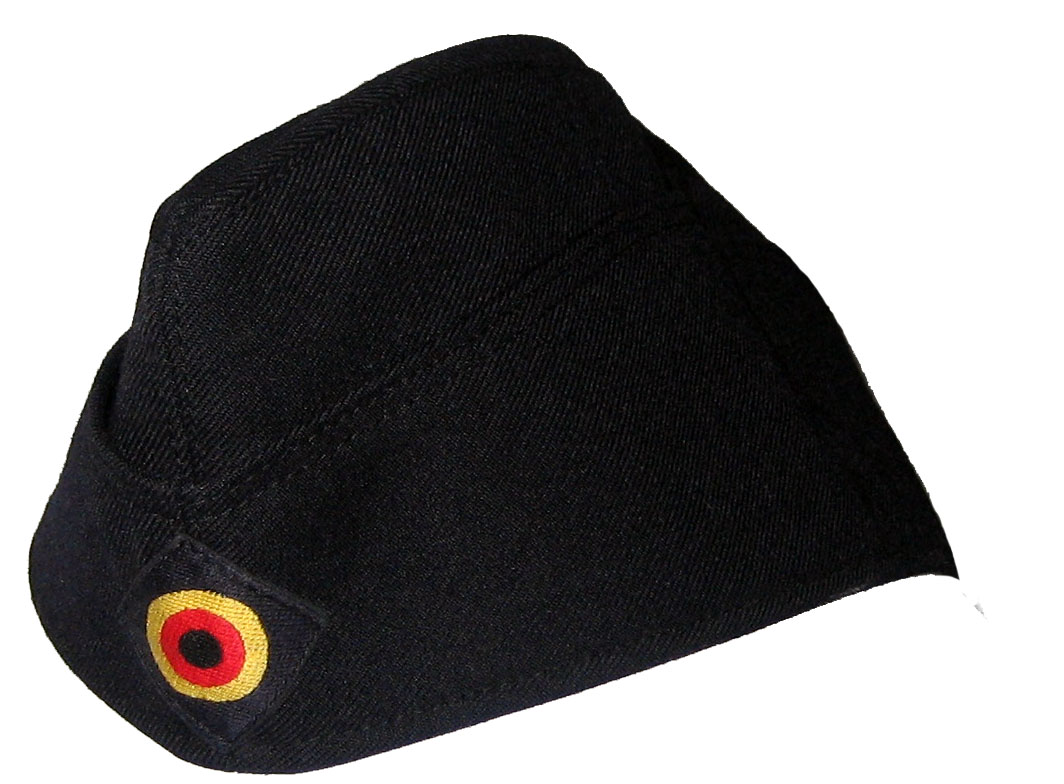
Dunkelblaues Schiffchen der Deutschen Marine

Das Schiffchen wurde während der ersten umfangreichen Uniformreform der Bundeswehr 1959 in der Bundeswehr für den Dienstanzug bei allen Teilstreitkräften in den jeweils entsprechenden Farben und in verschiedenen Materialien eingeführt. So waren die Stoffschiffchen des Heeres feldgrau, und die aus Wolle gefertigten Schiffchen für Luftwaffe und Marine in zwei unterschiedlichen Blautönen gefärbt.
Zudem wurde im gleichen Jahr eine Paspelierung an den oberen Rändern des herunterklappbaren Schutzes bei den Schiffchen in den jeweiligen Waffenfarben eingeführt. Diese Paspelierung fiel für Mannschaften und Unteroffizieren 1977 wieder weg und blieb nur für Offiziere erhalten.
Auch der allgemeine Gebrauch des Schiffchens wurde eingeschränkt. Seit 1970 wird bei der Fallschirmjäger-, Panzer- und Panzerjägertruppe zum Dienstanzug das Barett getragen. 1979 folgte auch das restliche Heer dieser Uniformmode. Nur die Luftwaffe und die Deutsche Marine behielten ihre traditionellen Kopfbedeckungen in jeweils unterschiedlichen Macharten und Blautönen. Ausnahme sind hier Soldaten der infanteristischen Kräfte von Luftwaffe und Marine, welche ein dunkelblaues Barett tragen.
Bei Angehörigen der Luftwaffe hat das Schiffchen dieselbe Stellung wie das Barett beim Heer: Es ist die standardmäßige Kopfbedeckung zum Dienstanzug („Ausgehanzug“) und darf auch zum Feldanzug („Flecktarn“) getragen werden.
Bei der Marine trägt man das Schiffchen meist als Kopfbedeckung zum Bordgefechtsanzug (BGA) und an Land zum Feldanzug, zum Dienstanzug eine Schirmmütze (ab Unteroffizier) oder Tellermütze (Mannschaften). Das Schiffchen zum Dienstanzug zu tragen, ist, obgleich innerhalb von Kasernen grundsätzlich erlaubt, unüblich.
Je nach Dienstgradgruppe des Trägers unterscheiden sich die Schiffchen in Details.

#### Bundesgrenzschutz
Bis zur Uniformreform 1976 wurde beim Bundesgrenzschutz zur Winteruniform ein Wollschiffchen in der Farbe graugrün getragen. Die umlaufende Mützenklappe konnte als Kälteschutz heruntergezogen werden. Die Klappe bestand aus zwei getrennt voneinander herunterziehbaren Teilen, die über beiden Ohren mit je einem Druckknopf zusammengehalten wurden. An dem vorderen Klappenteil wurde nach dem Öffnen der Druckknöpfe ein schwarzer Kinnriemen aus einem elastischen Stoff sichtbar. Zusätzlich zu diesem Winterschiffchen gab es ein leichtes graugrünes Stoffmodell, an dem die umlaufende Mützenklappe lediglich durch das Schnittmuster angedeutet wurde, jedoch fest mit dem Mützenstoff vernäht war. Diese Mützen wurden während der Ausbildung sowie bei Diensten im Bereich der Unterkünfte und in den Kasernen getragen.

#### Bundespolizei
In der Nachfolgeorganisation des Bundesgrenzschutz, der Bundespolizei, ist ein blaues Schiffchen überwiegend beim fliegenden Personal im Einsatz. Vorzugsweise wird es zum Fliegeroverall getragen.

### Österreich
In den ersten Jahren des Bundesheeres nach seiner Aufstellung gab es das „Panzerschiffchen“ für Soldaten der Panzertruppe; mittlerweile (ebenso wie die „Panzerjacke“) längst abgeschafft. Das Schiffchen ist derzeit bei den Luftstreitkräften des Bundesheeres zum Anzug 03 als Entsprechung zum Barett in Verwendung.

### Schweden
In Schweden wird das Schiffchen als båtmössa (Bootsmütze) bezeichnet und gehört zur Ausrüstung bei Armee und Polizei. Bei den Streitkräften wurde die Båtmössa M 1948 ursprünglich zur 1948 eingeführten Uniform getragen und ist als eine der Kopfbedeckungen in der schwedischen Armee erhalten geblieben. Ihr hauptsächliches Einsatzgebiet ist heute die Marine. Bei der schwedischen Polizei wurde das Schiffchen spätestens mit Ausgabe der 1954 eingeführten Uniform etabliert. Auch zur 1974 und 2004 eingeführten Polizeiuniform gehört die Båtmössa.

### Schweiz

B-Mütze der Schweizer Armee
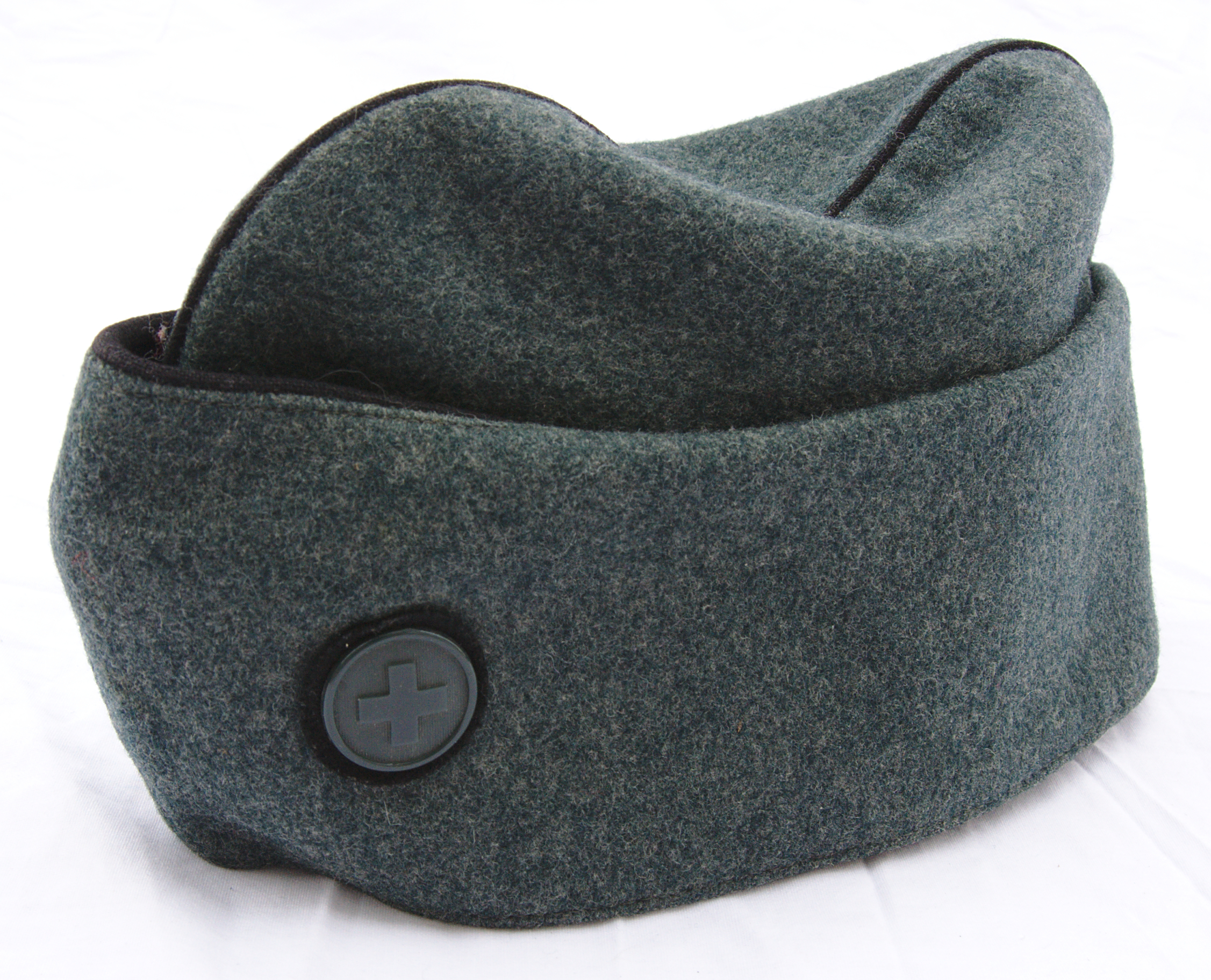
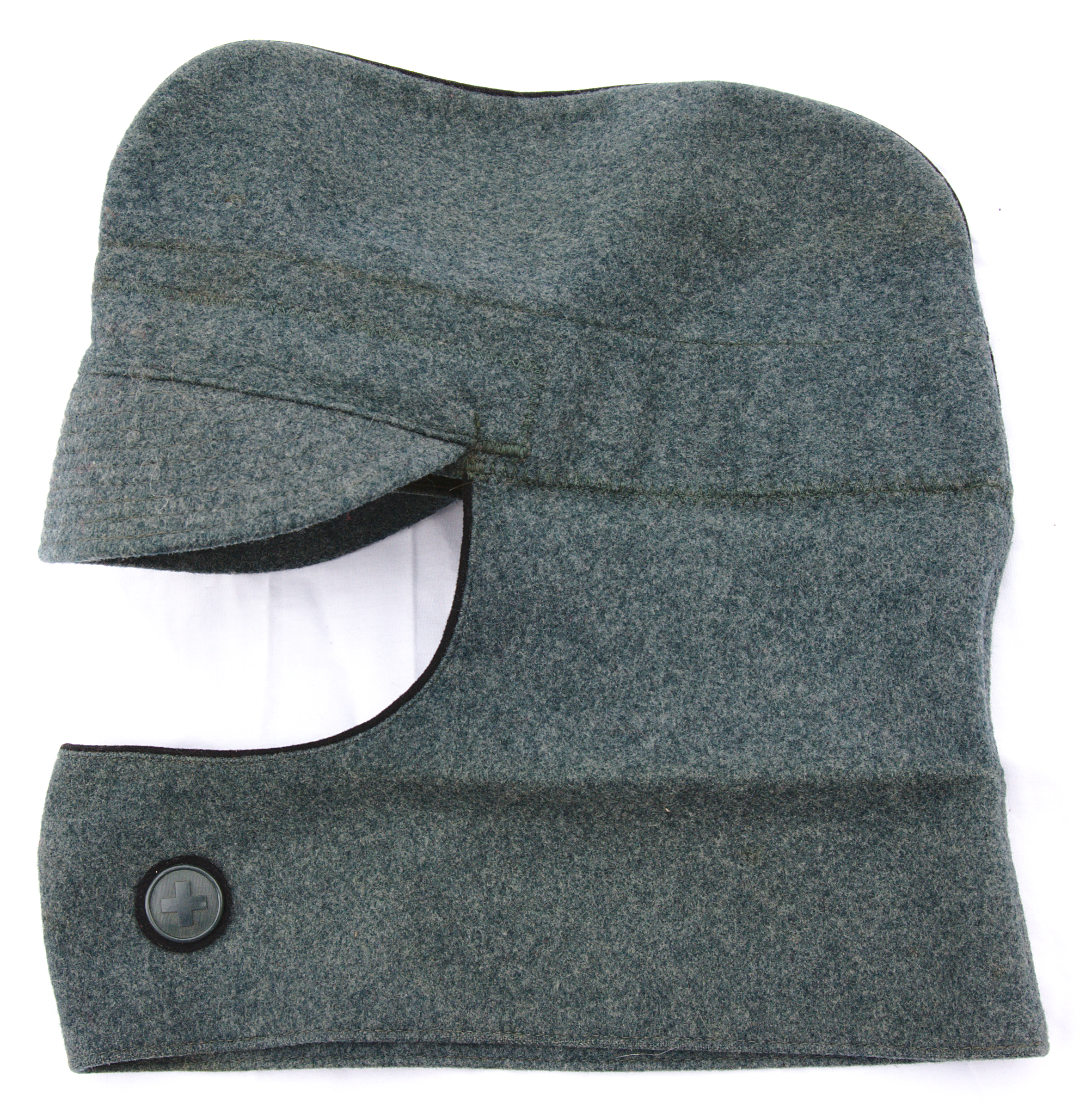
Ausgefaltet

Bis zur Einführung des Bérets hatte die Schweizer Armee eine Schiffchenmütze für die Ausgangsuniform der Soldaten und Unteroffiziere (A-Mütze), sowie eine zu einer Haube ausklappbare Schiffchenmütze aus gröberem Stoff für den Dienst- und Kampfanzug (B-Mütze).

### Finnland
Bereits 1922 führte die finnische Armee das Schiffen in der Form des Kenttälakki M22 und des Turkislakki M22 ein. Die Besonderheit des Kenttälakki, das nur bei gemäßigten Temperaturen getragen wurde, lag darin, dass der herunterklappbare Schutz bei Nichtgebrauch mit insgesamt zwei Metallknöpfen an den beiden Längsseiten fixiert werden konnte. Das Turkislakki war die Winterausführung des Schiffchens. Der Ohren- und Nackenschutz war hier aus Fell hergestellt und entsprechend wärmend.
Die letzte Weiterentwicklung fand 1936 mit der Einführung des Kenttälakki M36 statt. Neben den typischen Knöpfen wurde nun ein über den Ohren am Schiffchen befestigter schwarzer Lederkinnriemen mit Schnellverschluss angebracht. Auch das Winterschiffchen gab es mit diesen Riemen.
Mit der Ausgabe des Kesälakki 1939, gab man die Schiffchenform auf. Die Mütze erhielt nun einen weichen ovalen Teller; der Schutz blieb erhalten und wurde auf der Stirnseite V-förmig ausgeschnitten, die Knöpfe entfielen. Beibehalten blieb auch der Kinnriemen. Dieser Mützentyp wird in seiner letzten Form M91 bis heute bei den finnischen Streitkräften getragen.

## Andere Verwendungen
Verschiedene Varianten dieses Mützentyps wurden und werden international bei Flugbegleitern, Polizisten und Jugendorganisationen wie den Pfadfindern oder den Pionieren der Pionierorganisation Ernst Thälmann getragen. Bei einigen Berufsgruppen, wie beispielsweise den Köchen, ist das Schiffchen neben der hohen Kochmütze in Ausführungen aus Stoff oder Papier ebenfalls ein fester Bestandteil der Berufskleidung.
Als zivile Pelzmütze ist die Schiffchenform heute besonders in Staaten des ehemaligen Ostblocks noch beliebt. In Form der Karakulmütze bzw. Persianermütze hat sich das Schiffchen in einigen islamisch geprägten Gegenden wohl als Überbleibsel des britischen Kolonialreichs noch in Gebrauch erhalten. Auch in Indien ist eine vereinfachte Form aus weißem Stoff bekannt.
Eine aus Zeitungspapier behelfsmäßig gefaltete Kopfbedeckung wird als „Malerschiffchen“ oder auch „Malermütze“ bezeichnet.